# Arena das Dunas
De Arena das Dunas of Dunas Arena is een voetbalstadion in Braziliaanse stad Natal, de hoofdstad van Rio Grande do Norte. Het stadion werd speciaal gebouwd voor het wereldkampioenschap voetbal 2014. De werken begonnen in 2011.
Het stadion werd gebouwd op de plaats waar het voormalige Machadão stond, dat begin 2011 werd gesloopt. Arena das Dunas biedt plaats aan 45.000 toeschouwers en werd gebruikt voor vier duels in de groepsfase van het WK 2014. De wedstrijd tussen de Verenigde Staten en Ghana (2–1) werd uiteindelijk het best bezocht.

## Interlands
| №  | Datum        | Wedstrijd                | Uitslag | Competitie           | Toeschouwers |
| -- | ------------ | ------------------------ | ------- | -------------------- | ------------ |
| 1. | 13 juni 2014 | Mexico – Kameroen        | 1 – 0   | WK 2014 – groepsfase | 39.216       |
| 2. | 16 juni 2014 | Ghana – Verenigde Staten | 1 – 2   | WK 2014 – groepsfase | 38.760       |
| 3. | 19 juni 2014 | Japan – Griekenland      | 0 – 0   | WK 2014 – groepsfase | 39.485       |
| 4. | 24 juni 2014 | Italië – Uruguay         | 0 – 1   | WK 2014 – groepsfase | 39.706       |

Mineirão (Belo Horizonte) · Estádio Nacional de Brasília (Brasília) · Arena Pantanal (Cuiabá) · Arena da Baixada (Curitiba) · Castelão (Fortaleza) · Arena Amazônia (Manaus) · Arena das Dunas (Natal) · Estádio Beira-Rio (Porto Alegre) · Arena Cidade da Copa (Recife) · Maracanã (Rio de Janeiro) · Arena Fonte Nova (Salvador) · Arena de São Paulo (São Paulo)